# Кучук, Николай Викторович
Николай Викторович Кучук (5 февраля 1958, Дрибин) — советский и украинский учёный, академик Национальной академии наук Украины (21021), профессор, доктор биологических наук, директор Института клеточной биологии и генетической инженерии НАН Украины.

## Биография
Кучук Николай Викторович родился 5 февраля 1958 года в Дрибине в семье строителя Виктора Федоровича Кучука (1927—2011), всю жизнь проработавшего прорабом. Мать Надежда Степановна (1933—2005; в девичестве Клименкова) работала фельдшером—акушером, она родом из д. Бирь Дрибинского района.
Окончил Мстиславльскую СШ № 1 в г. Мстиславле Могилёвской области БССР, Белорусский государственный университет по специальности «биология» со специализацией — микробиология в 1980 году. Учился хорошо и перспективного выпускника 1980 года распределили в Белорусский НИИ земледелия (г. Жодино), где он работал в 1980—1985 гг.
Во время работы в Жодино его послали в 1984 году в Киев на стажировку, где он в 1985 году поступил в аспирантуру Института ботаники АН УССР имени М. Г. Холодного. Его руководителем был тогда молодой доктор наук, ставший впоследствии академиком Академии наук Украины Ю. Ю. Глеба, которого характеризуют как пионера в области отдаленной гибридизации и клеточной культуры растений. Под его руководством в 1990 году Н. В. Кучук защитил диссертацию на соискание ученой степени кандидата биологических наук по специальности «Генетика» на тему "Получение и анализ трансгенных и трансгеномных растений в семье «Fabaceae». Эта диссертация в то время была одной из первых в области генетической инженерии растений в СССР.
В 1988 г. на базе отдела цитофизиологии и клеточной инженерии Института ботаники было создано Отделение, а с 1990 г. Институт клеточной биологии и генетической инженерии, где Н. В. Кучук прошёл путь от старшего инженера до главного научного сотрудника, заведующего отделом генетической инженерии и директора института.
В 1998 г. защитил диссертацию на соискание ученой степени доктора биологических наук на тему «Использование приемов генетической инженерии и клеточной биологии для получения новых форм у видов из семейства бобовых и у некоторых других растений» по специальностям 03.00.22 «Клеточная биология» и 03.00.15 «Генетика».
Доктор биологических наук (1998), профессор (2006), член-корреспондент НАН Украины (2009), академик НАН Украины по отделению общей биологии НАН Украины (2021).

## Научная деятельность
Под его руководством создан банк зародышевой плазмы растений мировой флоры, которому предоставлен статус Национального научного достояния.
Николай Кучук разработал методы генетической трансформации путем электропорации протопластов и получил трансгенные растения люцерны и клеточные линии сои. Он предложил и испытал метод, который повышает регенерационную способность люцерны и горох в за счет введения генов биосинтеза в фитогормоны путем генетической трансформации мутантом «shooty» агробактерии («Agrobacterium tumefaciens»).
Другим направлением работы Николая Викторовича является изучение поведения генов после удаленной соматической гибридизации, в том числе и опыты с системой Cre-lox рекомбинации. Целью этих экспериментов было выявить возможность межгеномной рекомбинации хромосом за счет этой системы.
Кучук Н. В. принимал активное участие в организации программы по скринингу на биологическую активность среди видов растений разных регионов мира с целью создания высокоэффективных фармацевтических и сельскохозяйственных препаратов (всего было исследовано более 12 000 видов, что составляет 3 % мировой флоры).
Под его руководством создан банк зародышевой плазмы в виде культур тканей редких видов растений и видов, имеющих ценность для биотехнологических исследований (более 2 000 видов), который признан национальным достоянием постановлением Кабинета Министров Украины № 527 от 1.04.99.
По материалом своих исследований Н. В. Кучук опубликовал более 260 научных работ, в том числе монографию по генетической инженерии растений, он также соавтор разделов в 2 научных книгах, изданных за рубежом, статей в рейтинговых международных журналах, 3 международных патентов, авторского свидетельства СССР и патентов Украины. Его монография «Генетическая инженерия высших растений» включена в качестве пособия в программы лекций и кандидатских экзаменов по биотехнологии и генетической инженерии более 20 университетов Украины и стран бывшего СССР.
В его научной школе подготовлено 2 доктора и 13 кандидатов наук.
Научные проекты Н. Кучука неоднократно поддерживались грантами Министерства образования и науки Украины. Он получал международные научные гранты от Международного научного фонда CRDF, INTAS, Copernicus, Департамента энергетики США. Он выполнял часть своих научных исследований за рубежом, работая в Ботаническом Институте Университета г. Мюнхен (Германия), Национальной лаборатории Лоуренса Беркли (Беркли, США) и других. Участвовал в экспедициях по сбору растительных образцов в Венесуэле и Гане.
Кучук Николай Викторович избирался вице-президентом Украинского общества генетиков и селекционеров, в настоящее время — заместитель главного редактора журнала Цитология и генетика, член редколлегии журналов «Физиология и биохимия культурных растений», «Вестник Украинского общества генетиков и селекционеров» и «Biotechnologia Acta».

## Признание
- академик НАН Украины[4]
- доктор биологических наук
- профессор
- почётный выпускник биологического факультета Белорусского государственного университета[5]

## Научные интересы
- генетическая трансформация растений
- хлоропластная трансформация
- соматическая гибридизация
- исследование поведения гетерологической системы транспозонов в отдаленных соматических гибридов
- «молекулярное фермерство»
- скрининг на биологическую активность веществ растений разных регионов мира
- сохранения многообразия мировой флоры

## Труды
- Кучук Н. В. Генетическая инженерия высших растений // НАН Украины. Ин-т клеточной биологии и генетической инженерии. — Киев: — Наук. думка, 1997. — 152 с. — ISBN 966-00-0129-0
- Kuchuk N., Komarnitski I., Shakhovsky A., Gleba Y. Genetic transformation of Medicago species by Agrobacterium tumefaciens and electroporation of protoplasts.//Plant Cell Reports.-1990.- v. 8 , no. 11.-P. 660—663.
- Kuchuk N., Sytnyk K., Vasylenko M., Shakhovsky A., Komarnytsky I.,Kushnir S. Gleba Y. Genetic transformation of plastids of different Solanaceae species using tobacco cells as organelle hosts.// Theor. Appl. Genet.-2006.- v.113, no.3.- P. 519—527.
- Kuchuk N. V., Sheludko Y. V., Sindarovska Y. R., Gerasymenko I. M., Bannikova M. A. Comparison of several Nicotiana species as hosts for high-scale Agrobacterium-mediated transient expression. // Biotech. Bioeng. — 2007. — v. 96, no 3. — P. 608—614.
- Kuchuk N. Luchakivskaya Y, Kishchenko O., Gerasymenko I., Olevinskaya Z.,Simonenko Y., Spivak M.High-level expression of human interferon alpha-2b in transgenic carrot (Daucus carota L.) plants.// Plant Cell Rep. 2011.-v.30,No 3.-P. 407—415.

## Награды
- серебряная медаль ВДНХ СССР (1989)

## В сети
- Сайт Института клеточной биологии и генетической инженерии
- Руководящие кадры. Украинское общество генетиков и селекционеров им. М. И. Вавилова. Дата обращения: 7 апреля 2010. Архивировано из оригинала 24 октября 2010 года.
- О Кучука М. В. на сайте НБУ
- На сайте НАН Украины
- Официальная страница